# Coenonympha rothliebi
Coenonympha rothliebi är en fjärilsart som beskrevs av Otto Staudinger 1891. Coenonympha rothliebi ingår i släktet Coenonympha och familjen praktfjärilar. Inga underarter finns listade i Catalogue of Life.